# رضا مهدي
رضا مهدي ، ممثل ومدبلج مصري .

## عن حياته
له العديد من الأعمال التلفزيونية في المسلسلات ودوبلاج الرسوم المتحركة .

## أعماله
- توم سوير

## روابط خارجية
- رضا مهدي على موقع قاعدة بيانات الأفلام العربية